# John Jon-And
John Jon-And, folkbokförd Johan Erik Algot Jonand, ursprungligen Andersson, född 8 mars 1889 i Göteborg, död 2 november 1941 i Stockholm, var en svensk illustratör, scenograf och konstnär.

## Biografi
John Jon-And var son till byggmästaren Olle Johan Andersson. Efter genomgången folkskola studerade han i perioder fram till 1912 Valand, 1908–1909 företog han en studieresa i Tyskland och England samt var 1913–1914 elev till kubisten Henri Le Fauconnier i Paris. På Valand mötte John konstnärinnan Agnes Cleve. De gifte sig 1915 och fick sonen Per-Erik samt flyttade till Stockholm, där John Jon-And 1914–1916 var anställd som tidningstecknare för Svenska Dagbladet. 1916 gjorde han en studieresa till USA. Under första världskriget blev de bekanta med Vasilij Kandinskij, vars måleri influerade hustrun. 1916 debuterade John Jon-And som karikatyrtecknare med två album, Croquis de Cabaret och ett karikatyralbum över medarbetare vid Svenska Dagbladet. Efter en längre utlandsresa 1921–1922 där han besökte Tunis, Italien och Tyskland, flyttade han 1922 till Göteborg där han 1922–1923 var scendekoratör för Lorensbergsteatern där han skapade dekorer i konstruktivistisk stil. 1922 utgav han ett karikatyralbum över Lorensbergsteaterns personal. 1923 genomförde han en ny utlandsresa där han besökte Storbritannien, Nederländerna, Belgien och Frankrike. Han arbetade därefter 1924–1929 som dekoratör för Karl Gerhards revyer på Folkteatern i Göteborg. Han kom även att utföra scenografiuppdrag för Dramatiska teatern och Konserthusteatern. År 1927 kom de åter till Stockholm och Jon-And fick anställning som scenograf vid Kungliga Operan. Hans scenografi var färgstark och dramatiskt effektfull och han var nyskapande och synnerligen produktiv.  Jon-And finns representerad vid Moderna museet, Nationalmuseum i Stockholm och Göteborgs konstmuseum samt på Scenkonstmuseet.
Jon-And dog oväntat 1941, på väg till Operan och han ligger begravd tillsammans med hustrun på Uppsala gamla kyrkogård.

## Teater

### Scenografi
| År   | Produktion                                   | Upphovsmän                                        | Regi              | Teater                  | Noter                           |
| ---- | -------------------------------------------- | ------------------------------------------------- | ----------------- | ----------------------- | ------------------------------- |
| 1927 | Ombord                                       | Prins Wilhelm                                     | Olof Molander     | Dramaten                |                                 |
| 1927 | Den inbillade sjuke                          | Molière                                           | Olof Molander     | Dramaten                |                                 |
| 1930 | Karl Gerhards nybygge, revy                  | Karl Gerhard                                      |                   | Vasateatern             |                                 |
| 1932 | Tidens ansikten, en femtonöresopera, revy    | Karl Gerhard                                      | Karl Gerhard      | Vasateatern             |                                 |
| 1932 | Gustaf II Adolf                              | Gunnar Klintberg                                  | Gunnar Klintberg  | Skansens friluftsteater |                                 |
| 1934 | Paganini                                     | Franz Lehár, Paul Knepler och Béla Jenbach        | Harry Stangenberg | Oscarsteatern           | Tillsammans med Harald Garmland |
| 1940 | Mycket väsen för ingenting                   | William Shakespeare                               | Alf Sjöberg       | Dramaten                | Tillsammans med Alf Sjöberg     |
| 1941 | Äventyr på fotvandring Eventyr paa Fodrejsen | Jens Christian Hostrup Bearbetning Gunnar Rydgren | Nils Johannisson  | Riksteatern             |                                 |

## Konstverk

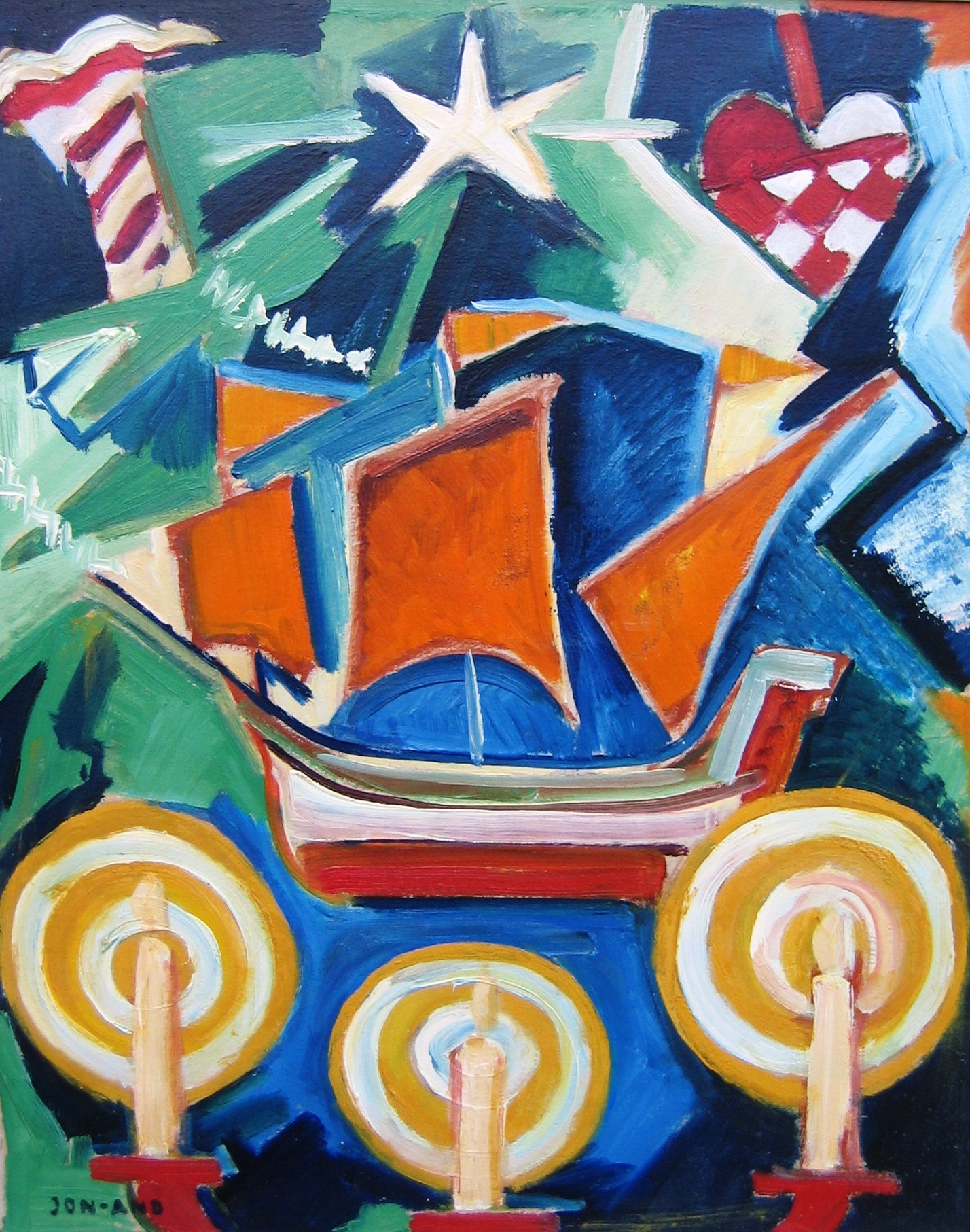
Skepp Ljus Och Stjärnor
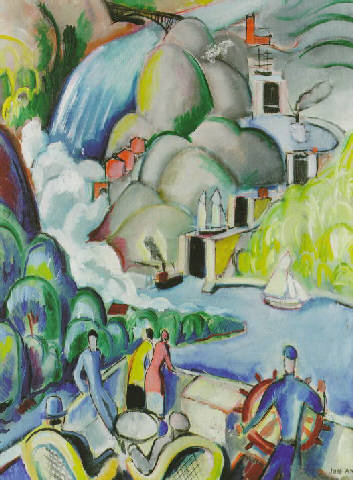
Kanalmotiv, Trollhättan från 1923.
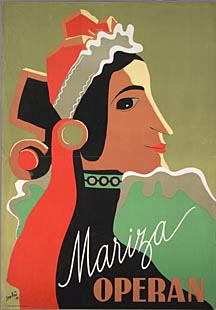
Teateraffisch av till Kungliga Operans föreställning av Grevinnan Mariza 1941.

## Boken Konstnärer gavs ut postumt 1941

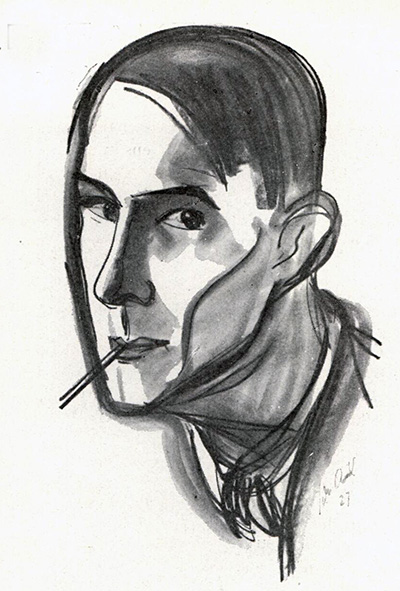
Självporträtt 1928.

Efter John Jon-Ands död gavs boken Konstnärer ut postumt på Gebers Förlag år 1941 med karikatyrteckningar av konstnärsvänner. Boken Konstnärer hade "teckningar av Jon-And" och "text av en annan".
Sven Stolpe i Konstnärsklubben skriver om Jon-And och hans teckningar i Karlstads-Tidningen den 11 december 1941, bland annat om David Wallin "den mysande David Wallin, vars älskvärdhet är lika stor som hans åskådning är vittfamnande, och vars ansikte växer fram ur den ljuvligaste slingervegetation av streck". År 1948 gav Sven Stolpe ut en bok med titeln Änglar och demoner, där han skildrar sin vän, konstnären Jon-And, som under Konstnärsklubbens torsdagssamkväm fyllde pappersduken framför sin plats med snabbkarikatyrer, som senare noggrant bevarats och delvis utgivits i bokform. Han säger att "vissa tecknare förmår fånga en profil utan att låta pennan lämna papperet".
Ragnar Hoppe skrev om Jon-Ands porträttkarikatyrer i Social-Demokraten den 28 december 1941 bland annat om David Wallin att hans "svettpärlande anlete förskönas av ett om blyg självuppskattning vittnande leende".
I Dagens Nyheter skrev Yngve Berg 1941 om "Mästerliga vrångbilder" och bland annat om David Wallin har Jon-And "karaktäriserat med degiga och sotiga linjer av den mest oemotståndliga verkan". 
Yngve Berg skrev i Svenska Dagbladets Söndagsbilaga 1941:
| ” | När Jon-And nyligen gick bort låg det album med konstnärskarikatyrer som nu kommit ut färdigt och godkänt till tryckning. Jon-And hade en genial blick för den ansats till rörelse som ligger förborgad i varje form, för det uttryck hos en fysionomi som håller på att stelna till konstant karaktärsdrag. Hans karikatyrer är i internationell klass, i konstnärlig kvalitet endast jämförliga med det allra yppersta, med Albert Engströms, Olaf Gulbranssons etc. Inte minst gäller det om de kamratkarikatyrer som kommit med i detta urval. Jon-And satt nästan jämt och ritade i sällskap, och han hade uppnått en otrolig förmåga att smidigt och instinktivt anpassa sin teknik efter karaktären hos de framställda. I Johan Johanssons och Arvid Knöppels huvuden har han i några kraftiga drag och skuggor angivit volymerna med kubistisk fasthet, Martin Åbergs romantiska profil har han fångat i ett subtilt spel av fladdrande linjer och mjuka valörer, och David Wallin har han karaktäriserat med degiga och sotiga linjer av den mest oemotståndliga verkan. Till de festligaste och spirituellaste hör bilden av Jerk Werkmäster med tandradens naggade linje liksom i distraktion fortsatt förbi mungipan långt ut på kinden. | „ |

| ” | Fritt, djärvt, på spelande känn har Jon-And dragit upp dessa vrångbilder, som alla fångar något väsentligt och riktigt. Carl Eldh, Gustaf Magnusson, Carl Kylberg, Otto G. Carlsund, Ollers, Sigge Bergström - man frestas räkna upp hela serien när man vill nämna dem som berett en särdeles nöje. Den kortfattade text av "en annan" som åtföljer varje bild är tydligen gjord av en initierad. Den är kvickt och fyndigt turnerad och inte så litet maliciös. - Yngve Berg | „ |

### Några karikatyrteckningar av Jon-And i boken Konstnärer

Karikatyrteckningar
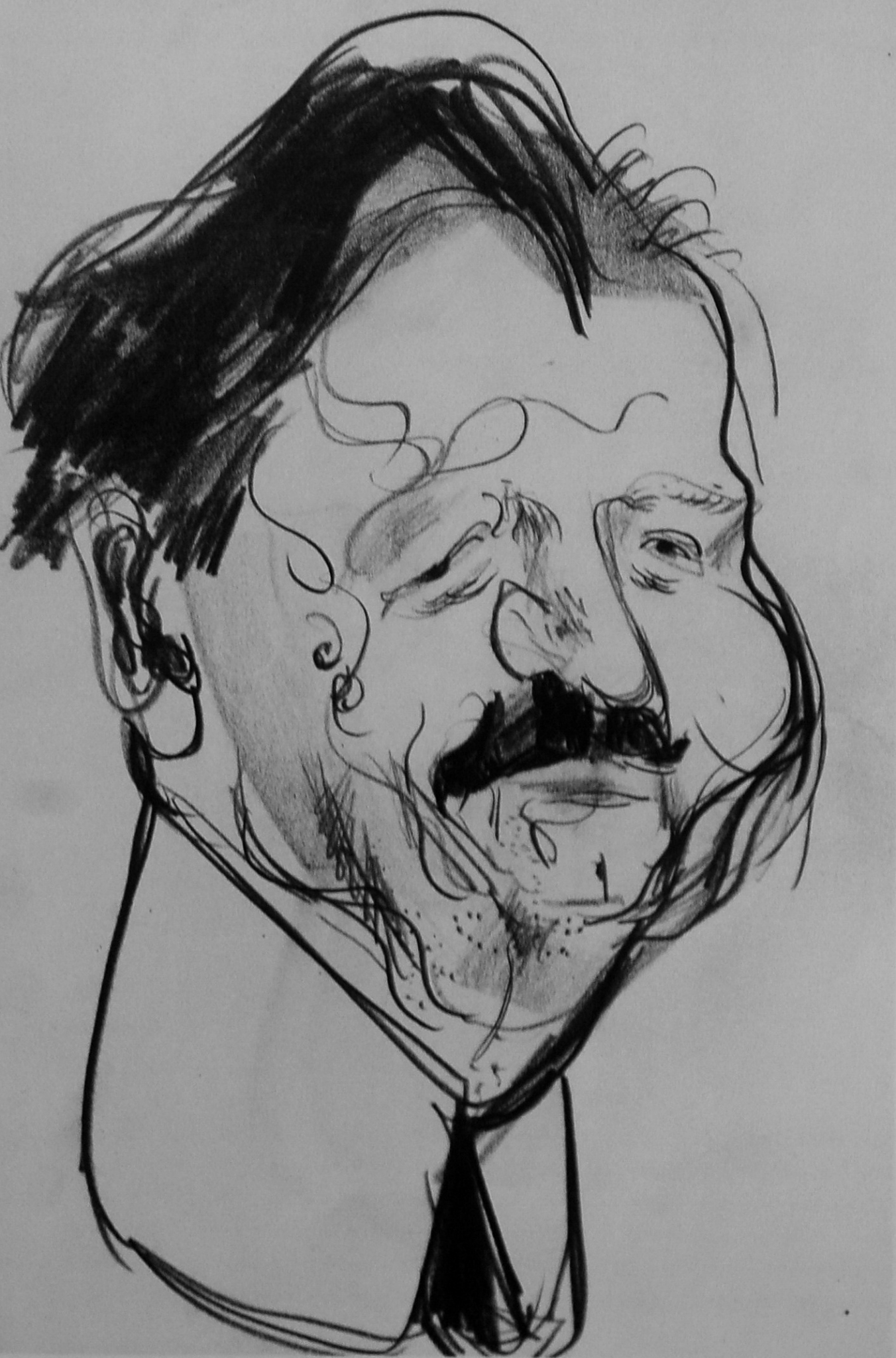
David Wallin
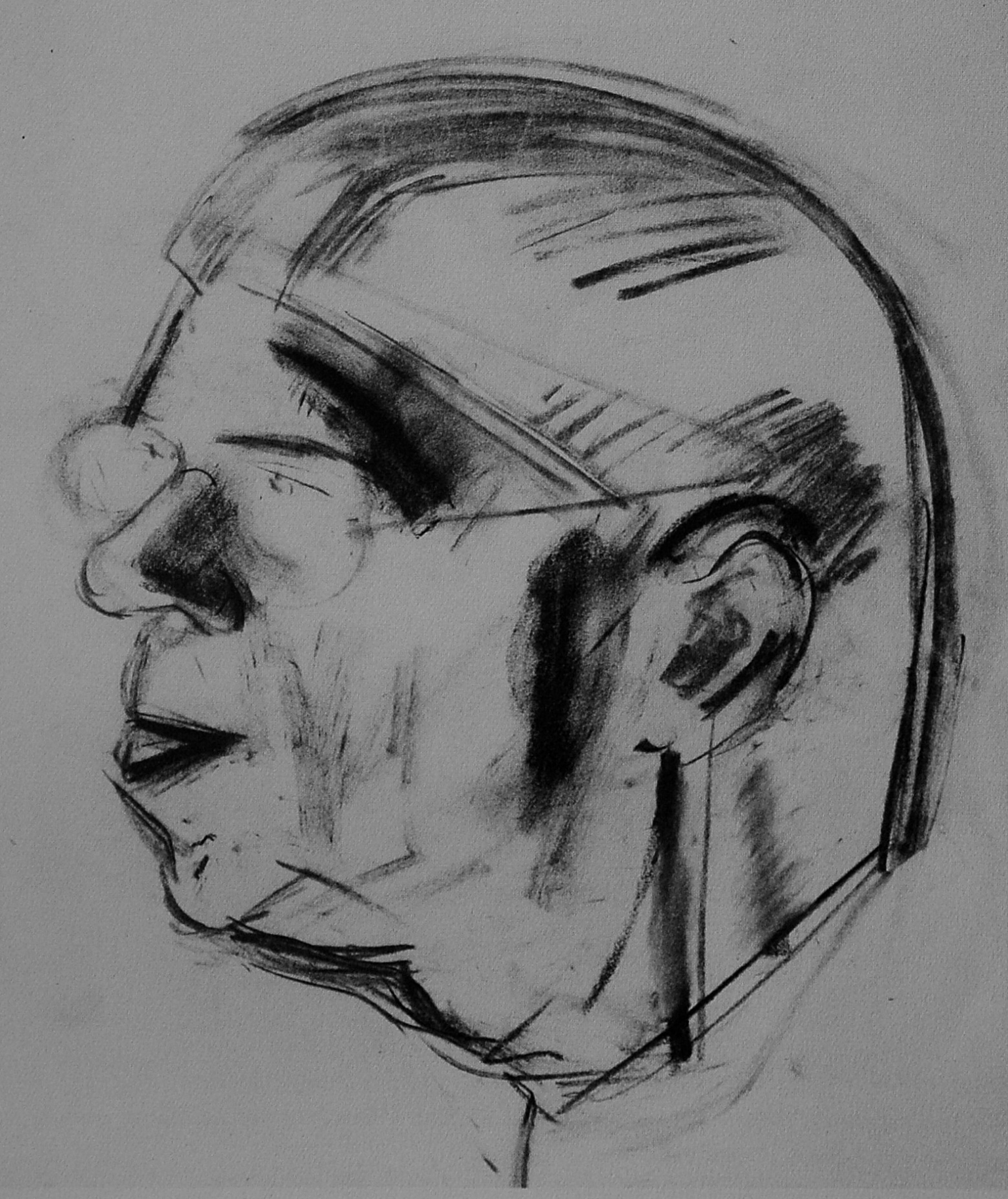
Johan Johansson
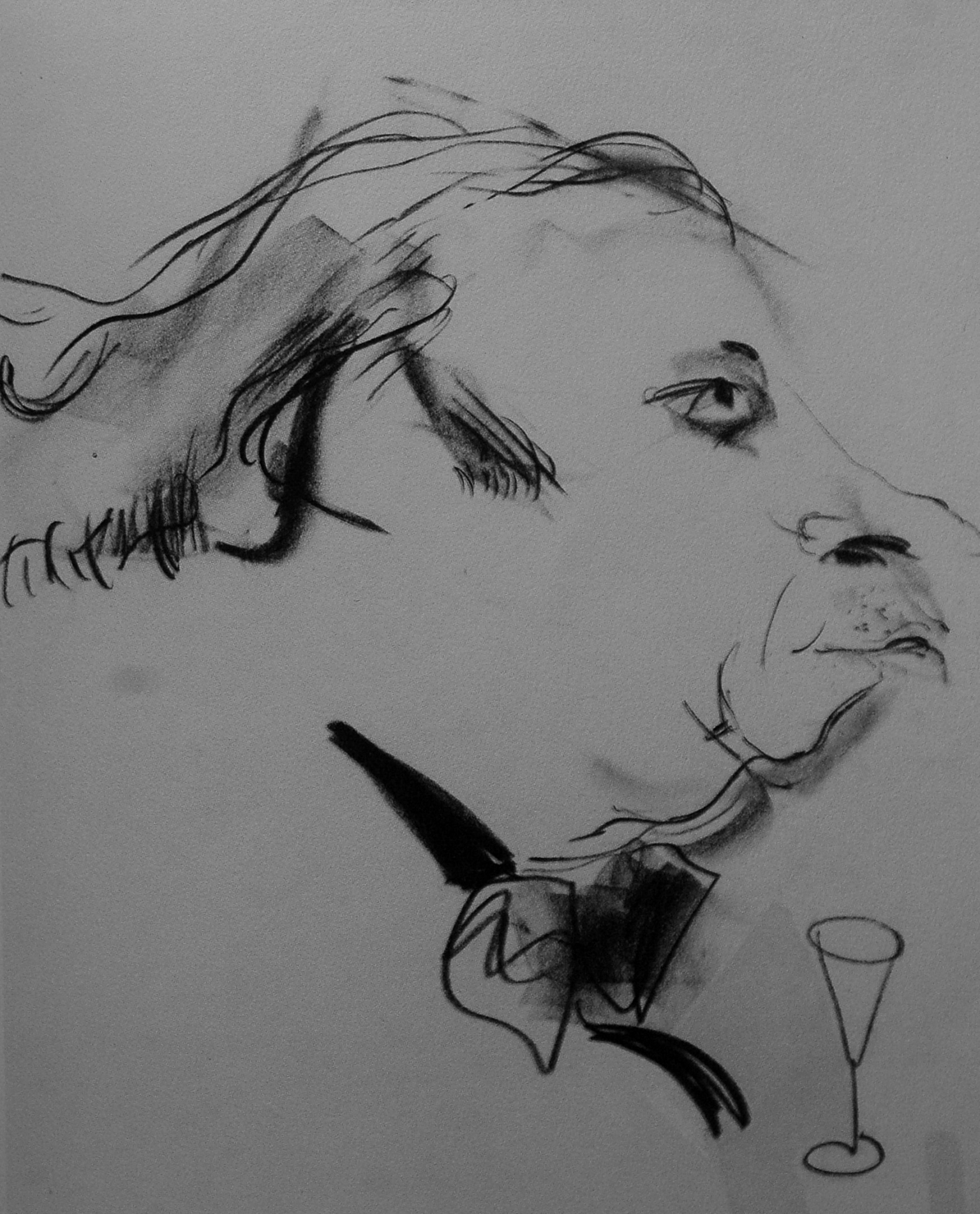
Martin Åberg
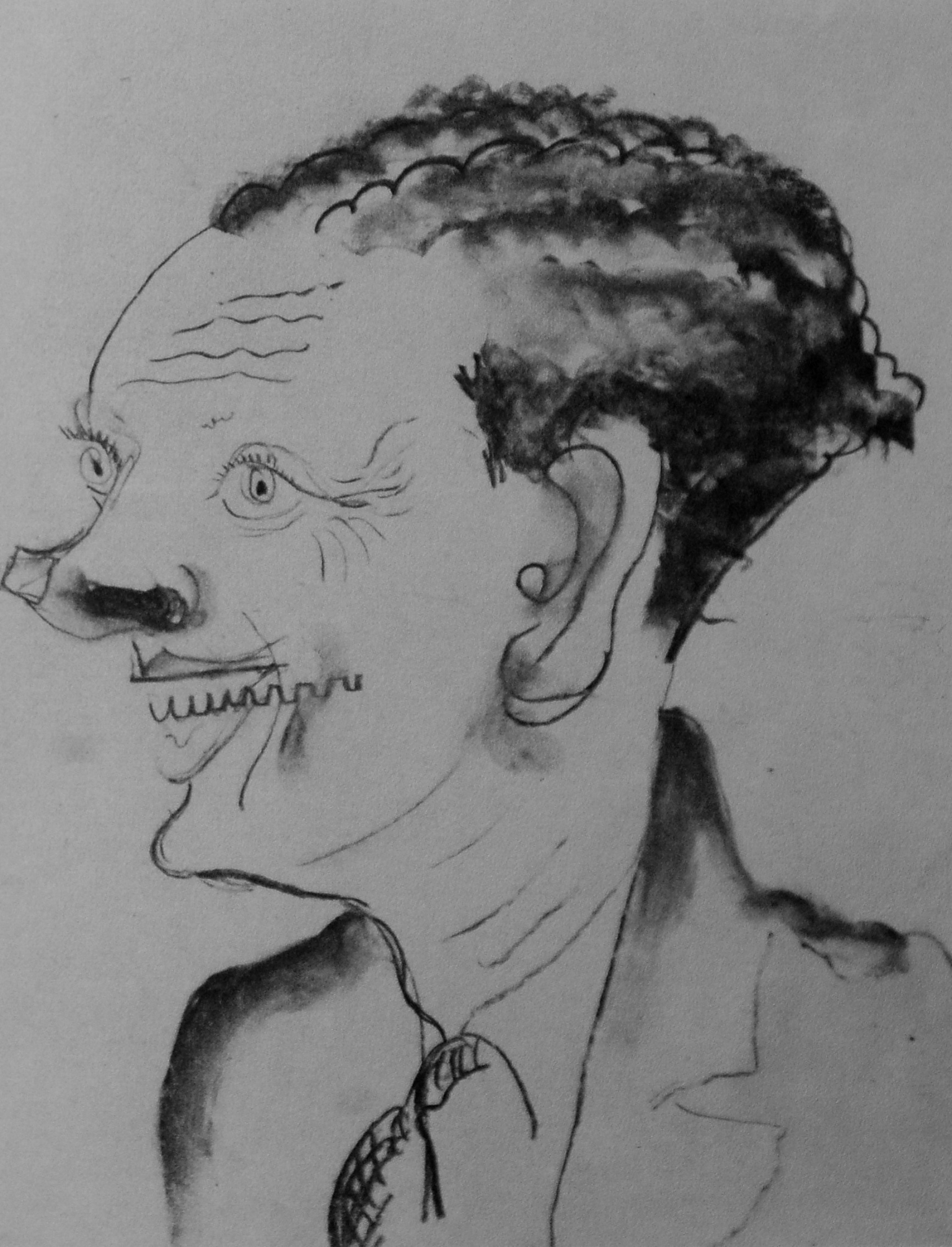
Jerk Werkmäster
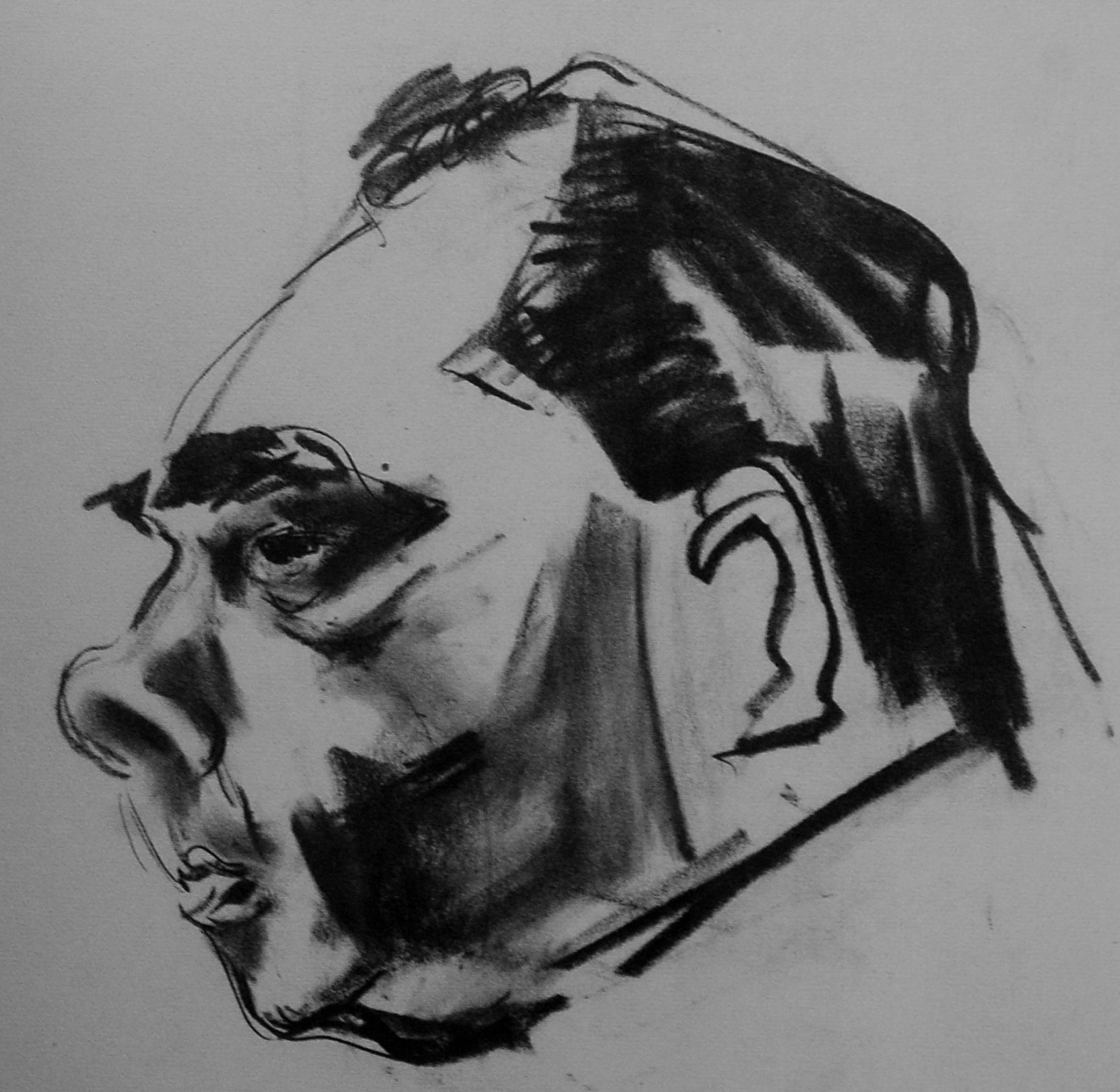
Arvid Knöppel
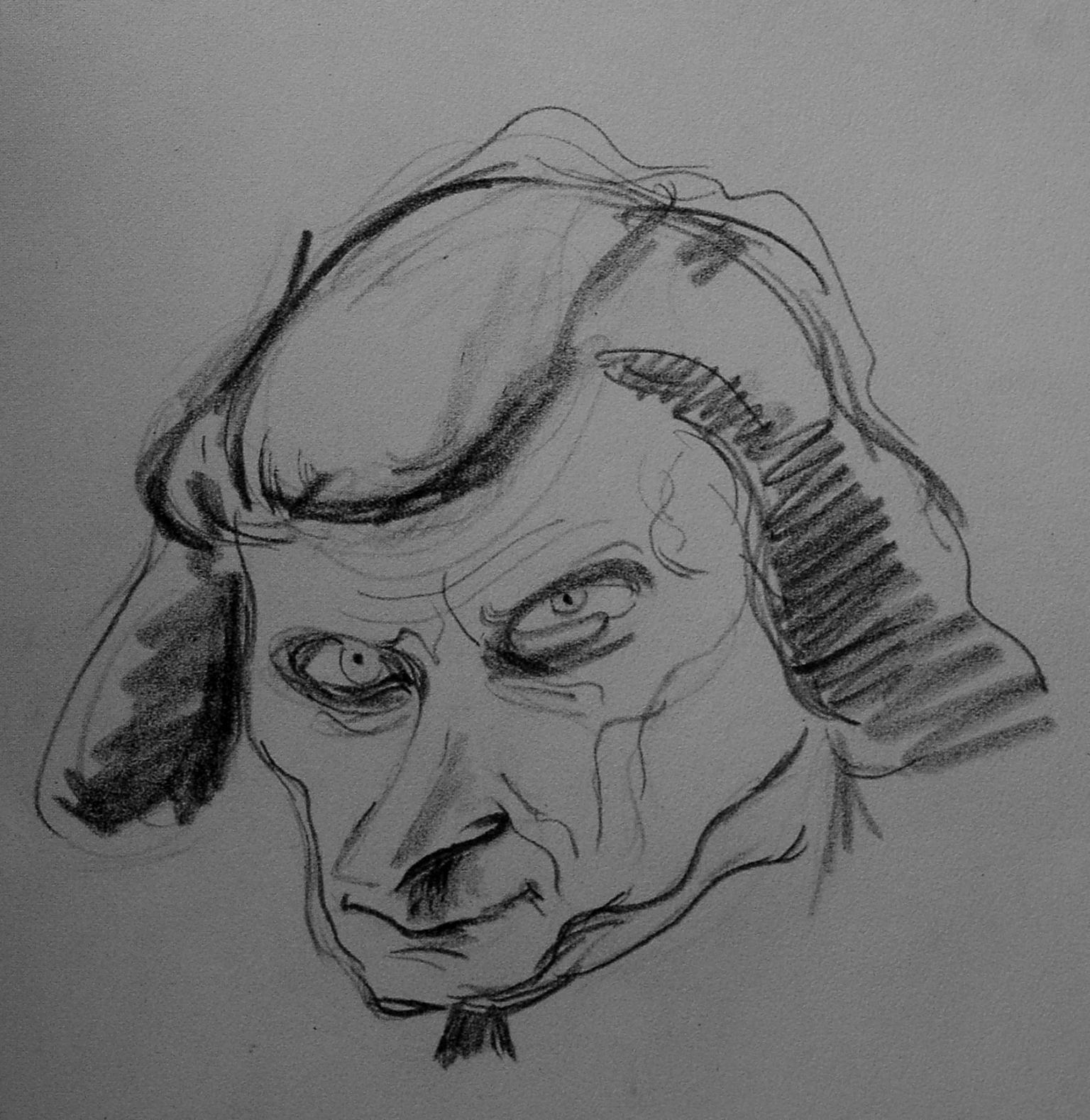
Carl Eldh
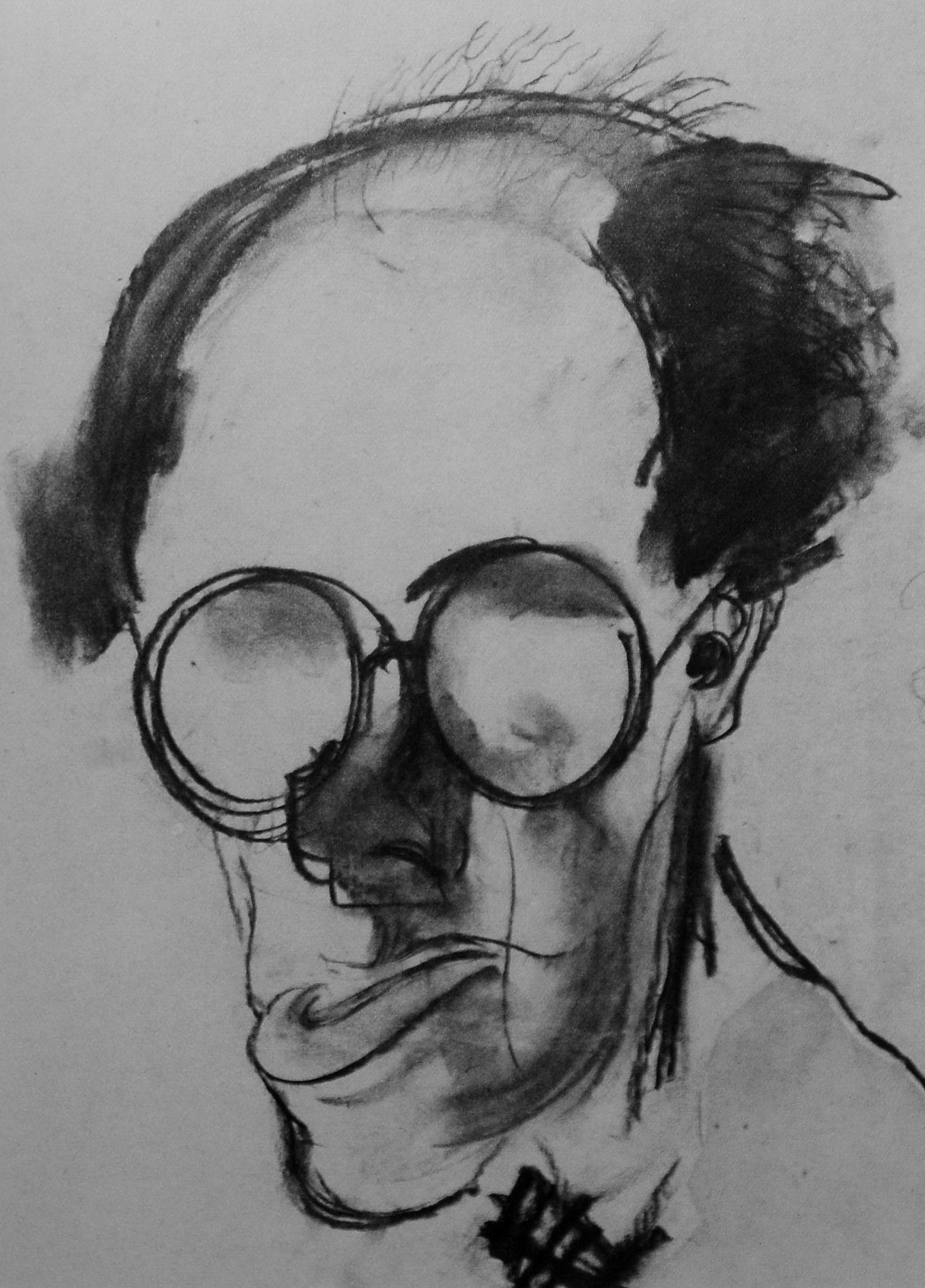
Gustaf Magnusson
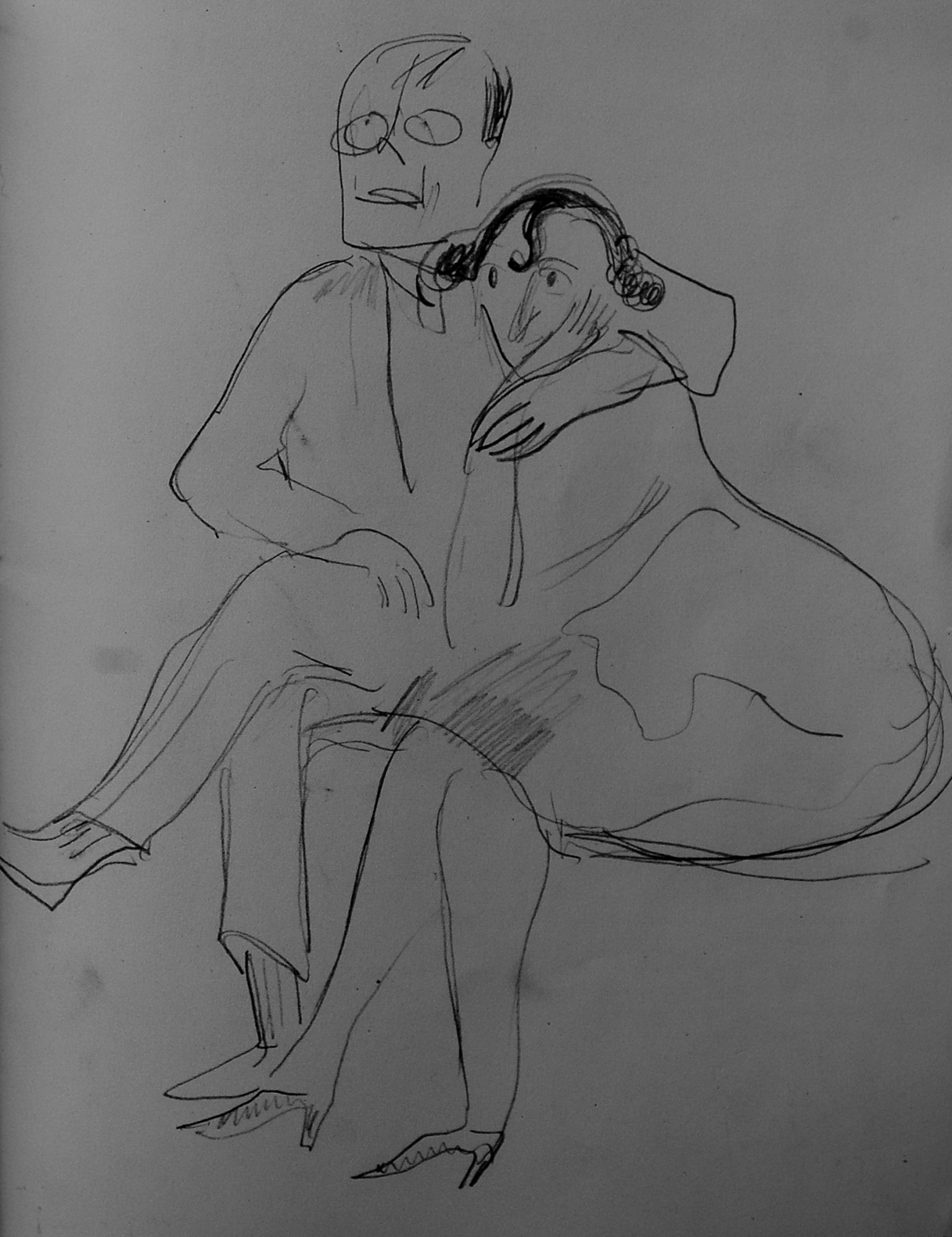
Carl och Teje Kylberg
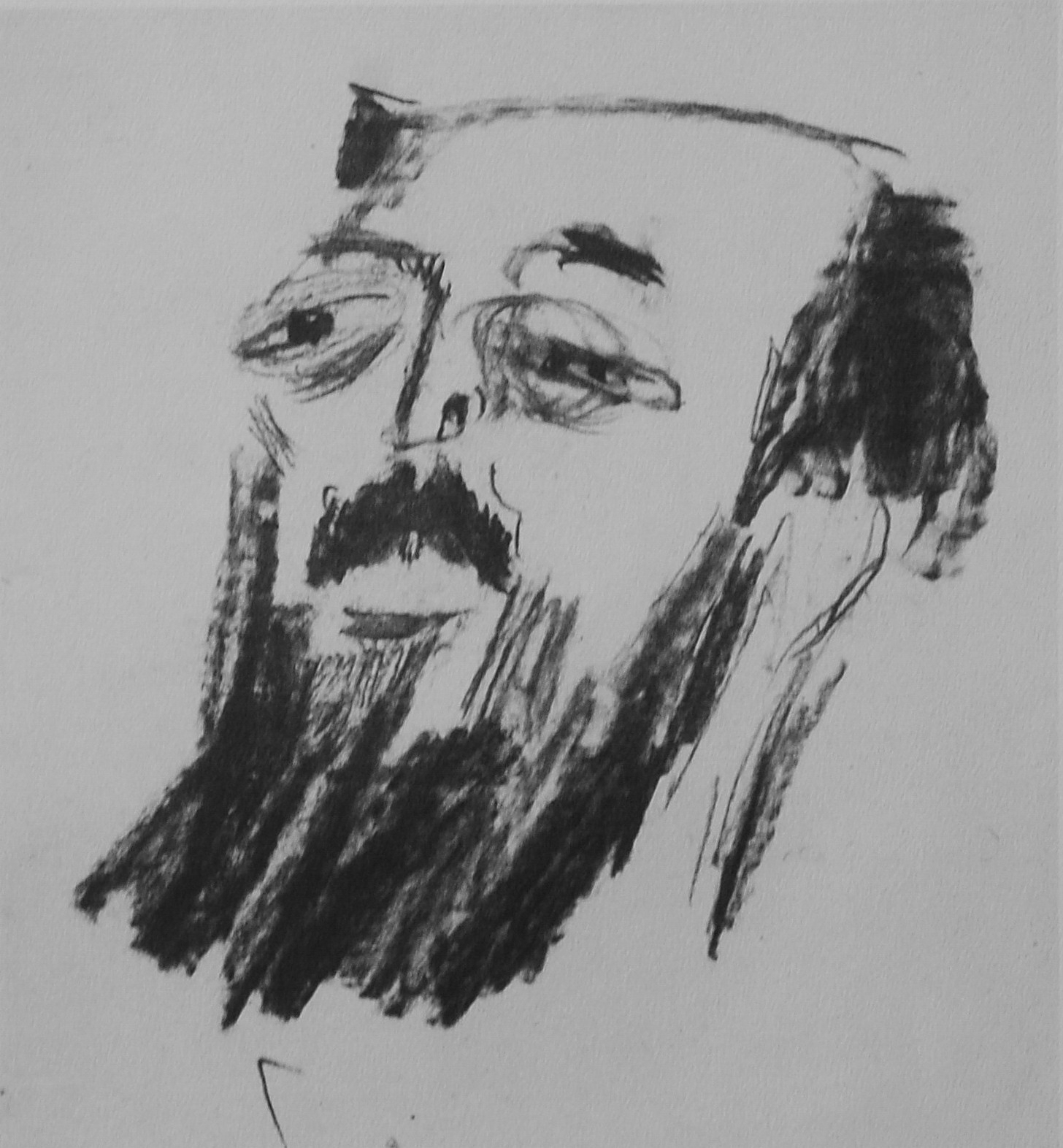
Otto G. Carlsund
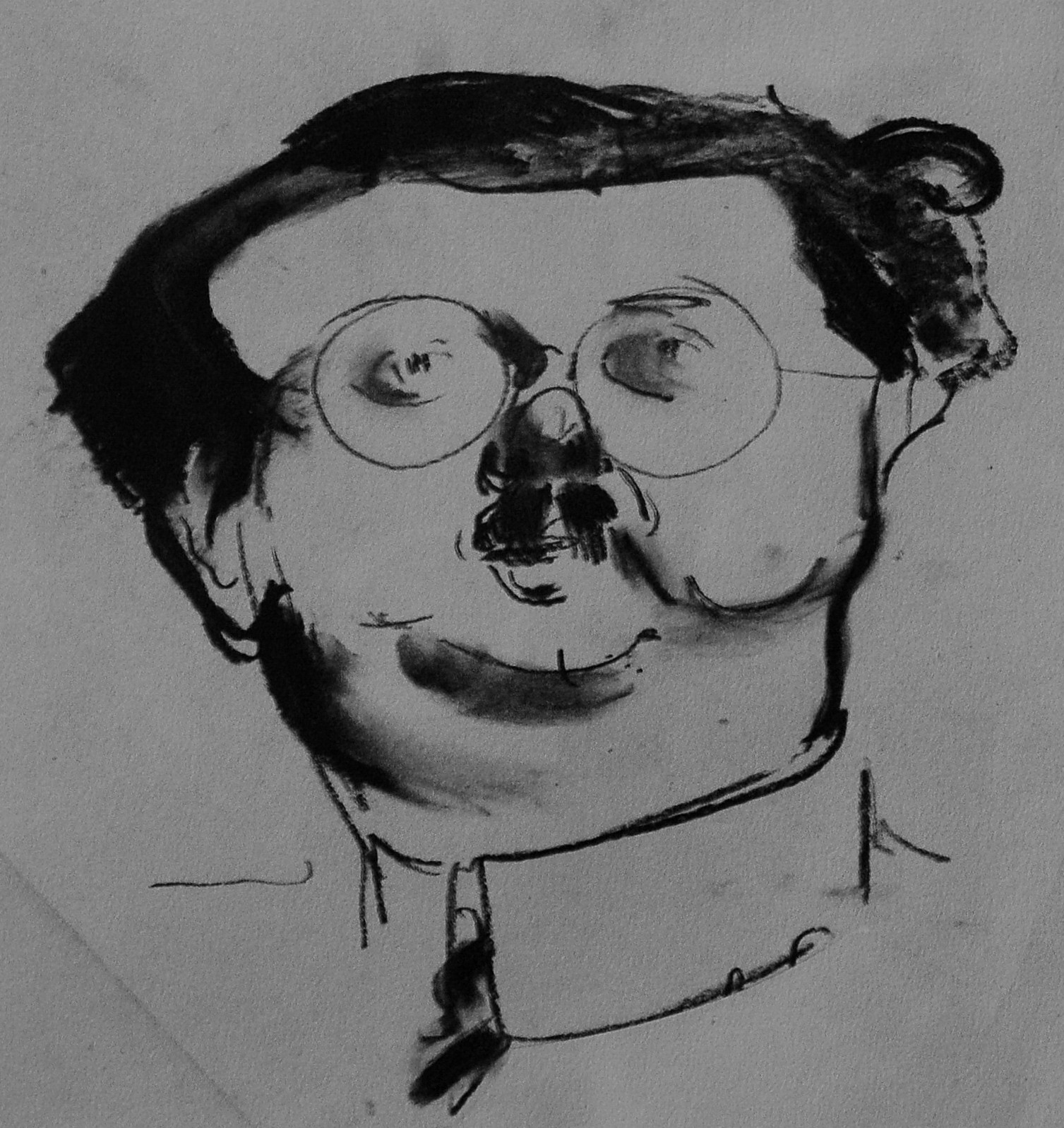
Edvin Ollers
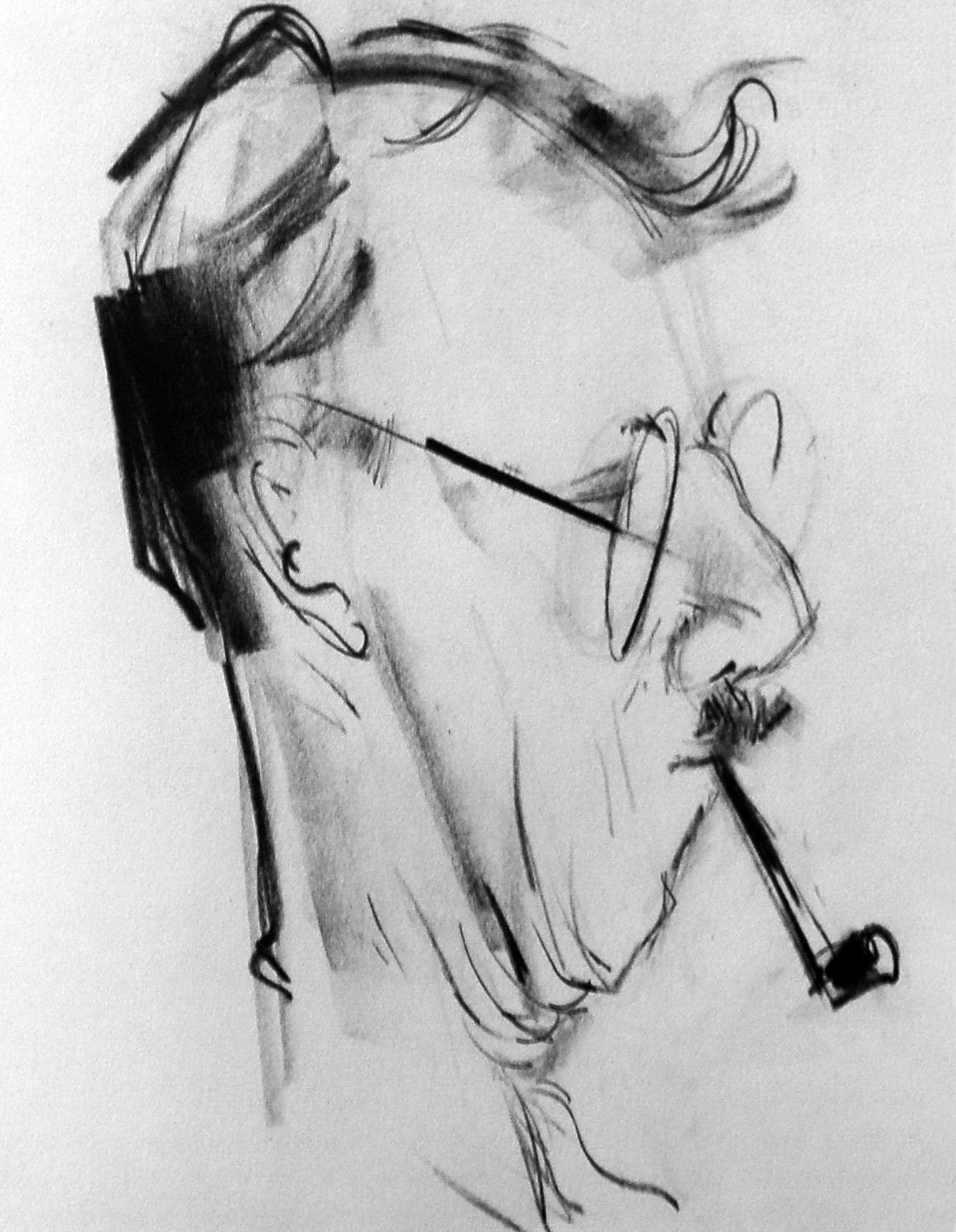
Sigge Bergström

## Illustrerad bok
- Bassewitz, Gerdt von; Goette, Ellinor von; Jon-And, John (1930). Lille Petters resa till månen : en saga. Sthlm: Bonnier. Libris 1317179